# Čest
Čest (od slovesa ctíti) je vlastnost bytosti (entity, která používá přirozenou inteligenci), nejčastěji člověka, již lze charakterizovat jako morální kredit, vážnost, hodnověrnost nebo dobré jméno. Čest lze vyjádřit jako potenciál k získání důvěry nebo projevu úcty; se zvyšující se ctí tato pravděpodobnost roste. Čest je budována a udržována příkladným plněním závazků, vzdáváním se vlastních požitků nebo jejich vystavení riziku v nějaký prospěch jiného, pracovním nasazením, obecně takovým chováním, které je objektivně vnímáno jako žádoucí pro celou společnost. Pokles nebo ztrátu cti lze naopak očekávat od podvodu, zrady nebo zbabělosti.
Čest patří mezi ty základní lidské pojmy, které je obtížné definovat: Websterův slovník uvádí osm různých významových odstínů slova.
„Čest je – čest.“
V tradičních společnostech převládalo pojetí cti jako ocenění a úcty ze strany druhých, čest jako postavení, hodnost nebo pocta. S postupnou individualizací člověka a společnosti se zdůrazňuje spíše čest jako ocenění sebe sama, jako rys člověka, který se nemusí stydět sám před sebou.
„Není to titul, co dává člověku čest, nýbrž člověk, který dodává čest titulu.“ (Machiavelli)

## Vnější čest
V tradičních společnostech se vysoko cenila statečnost a odvaha, zejména v boji. Člověk, který by utekl před nepřítelem, ztrácel svou čest.
„I když už mi zbývá jediná loď, musím pokračovat v ostřelování. Španělsko, královna i já dáváme totiž přednost cti bez lodí před loděmi beze cti.“
Naopak vysoké postavení, moc nebo štědrost přinášely s sebou úctu druhých, vyznamenání a pocty, a tedy čest. Dodnes mluvíme o „čestné funkci“ (která přináší čest svému nositeli), „čestném předsednictví“ (jež přináší čest firmě či konferenci), o „vojenské cti“ a vojáci vzdávají poctu zbraněmi. V povoláních, kde jeden člověk rozhoduje o životech druhých jako vojenský velitel nebo kde musíme své životy někomu svěřit, například kapitánovi lodi nebo letadla, očekáváme, že se tito lidé řídí „etikou cti“, to jest že za svá rozhodnutí ručí vlastní ctí i životem. Proto kapitán opouští tonoucí loď jako poslední.
Pokud se člověka někdo dotkl, poškodil jeho čest, čest jeho ženy, rodiny, vlasti, bylo obvyklé, že bude svou čest hájit tím, že protivníka vyzve na souboj. Smysl byl v tom, že tím dával najevo, že si něčeho váží víc než vlastního života. U žen se „ctí“ často rozumělo zachování věrnosti nebo panenství.

## Vlastní čest
V současné společnosti hovoříme o cti buďto tam, kde ji někdo ztratil, anebo kde se za něco zaručujeme vlastní osobou a její ctí – například při přísaze a slavnostním slibu. Pojmy jako „čestný (nečestný) člověk“ nebo „čestné slovo“ se však stále užívají a mají i svoji váhu. S představou cti souvisí také pocty a vyznamenání.